# Schlacht von Teba
Die Schlacht von Teba fand am 25. August 1330, unterhalb des Castello de la Estrella beim Ort Teba in Andalusien statt. Die Schlacht war Teil der Auseinandersetzung zwischen König Alfons XI. von Kastilien-León und Emir Muhammad IV. von Granada von 1312 bis 1350.

## Vorgeschichte
König Alfons lud Ritter aus ganz Europa ein, sich an seinem Kampf gegen die Nasriden zu beteiligen. James Douglas, Freund und Offizier des schottischen Königs Robert Bruce († 1329), war damit beauftragt, das einbalsamierte Herz Roberts auf Pilgerfahrt ins Heilige Land mitzunehmen. Douglas und eine Gruppe anderer Ritter erreichten Ende Juli Sevilla.

### Die Schlacht
Am Morgen des 25. Augusts hatte sich die maurische Armee unterhalb des Castello de la Estrella versammelt. Die Kastilier ließen ihre Signalhörner erklingen und Douglas, der eine Flanke der christlichen Armee befehligte, glaubte daraufhin, der Angriff begänne, woraufhin die Schotten mit dem Angriff auf die Mauren begannen. Die Kastilier folgten jedoch nicht, und so wurden die Schotten rasch umzingelt und fast alle getötet.
Muhammad befahl seiner Kavallerie (3.000 Mann), einen Scheinangriff auf die Spanier auszuführen, während er mit der Hauptstreitmacht über einen Schleichweg Alfons in seinem Hauptquartier in den Rücken fallen wollte. Alfons kannte jedoch anscheinend den Plan der Mauren und hielt seine Hauptstreitmacht zurück, während er dem feindlichen Reiterangriff widerstehen konnte. Die Spanier gewannen bald die Oberhand und eroberten das Castello de la Estrella von den Mauren. König Alfons übergab die Burg dem Santiagoorden.

### Folgen
Der Körper von Douglas und das Herz seines Königs wurden zusammen zurück nach Schottland gebracht und er wurde in der St Bride’s Church in South Lanarkshire beerdigt.
Die Schlacht hatte keine entscheidende militärische Bedeutung, jedoch ließ sie bei Muhammad IV. den Gedanken reifen, dass er die Hilfe des Sultans von Marokko Abu l-Hasan benötigte. Mit vereinten Kräften konnten die Muslime im Jahr 1333 zunächst Gibraltar erobern. Nach der Niederlage der Mauren in der Schlacht am Salado (1340) endeten jedoch die Interventionen aus Nordafrika, so dass das Emirat von Granada als letzter unabhängiger islamischer Staat auf der Iberischen Halbinsel auf sich allein gestellt war. Es bestand noch bis zum Fall von Granada (1492).